# ГАЕС Tiāntáng
ГАЕС Tiāntáng (天堂抽水蓄能电站) — гідроакумулювальна електростанція у центральній частині Китаю в провінції Хубей.
ГАЕС використовує як верхній резервуар водосховище Tiāntáng, споруджене у 1965—1970 роках на річці Xinchang, лівій притоці Башуй, котра, своєю чергою, є лівим допливом Янцзи. Ця водойма утримує насипна гребля із глиняним ядром висотою 56 метрів та довжиною 320 метрів, а також ще одна допоміжна споруда висотою 16 метрів та довжиною 180 метрів. Витягнуте по долині річки на 8,5 км сховище має площу поверхні 6,7 км2 та об'єм 162 млн м3 (з них «мертвий» об'єм становить 29 млн м3). В операційному режимі у ньому припустиме коливання рівня між позначками 278 та 296 метрів НРМ, а під час повені цей показник може зростати до 302,8 метра НРМ.
Первісно в комплексі зі сховищем запустили малу гідроелектростанцію потужністю 3,8 МВт, а у 2001 році неподалік від греблі ввели в експлуатацію машинний зал ГАЕС, обладнаний двома оборотними турбінами типу Френсіс потужністю по 35 МВт. Вони використовують напір від 38 до 52 метрів (номінальний напір 43 метри), а в насосному режимі забезпечують підйом на висоту від 42 до 53 метрів (номінальний підйом 47 метрів). Станція має проєктну річний виробіток 125 млн кВт·год електроенергії при споживанні для закачування 160 млн кВт·год.
Як нижній резервуар ГАЕС використовує водосховище наступної станції каскаду на Xinchang (складається із п'яти невеликих станцій загальною потужністю лише 26,7 МВт).